# Fimbristylis rugosa
Fimbristylis rugosa är en halvgräsart som beskrevs av Ethirajalu Govindarajalu. Fimbristylis rugosa ingår i släktet Fimbristylis och familjen halvgräs. Inga underarter finns listade i Catalogue of Life.